# Browina
Browina [brɔˈvina] (deutsch Browienen, 1938 bis 1945 Froben) ist ein Dorf in der polnischen Woiwodschaft Ermland-Masuren in der Gmina Kozłowo (Landgemeinde Groß Koslau, 1938 bis 1945 Großkosel) im Powiat Nidzicki (Kreis Neidenburg). In den Jahren 1975–1998 gehörte das Dorf administrativ zur Woiwodschaft Olsztyn.

## Geschichte
Aufgrund der Bestimmungen des Versailler Vertrags stimmte die Bevölkerung im Abstimmungsgebiet Allenstein, zu dem Browienen gehörte, am 11. Juli 1920 über die weitere staatliche Zugehörigkeit zu Ostpreußen (und damit zu Deutschland) oder den Anschluss an Polen ab. In Browienen stimmten 72 Einwohner für den Verbleib bei Ostpreußen, auf Polen entfielen 47 Stimmen.

## Geografie

### Lage
Browina mit seinen 21 Einwohnern (2021) liegt rund 15 km südwestlich von Olsztynek (Hohenstein) und rund 20 km nordwestlich von Nidzica (Neidenburg). Südlich des Dorfs fließt der Fluss Maruszka, über den eine Brücke ins Nachbardorf Turowo führt.
Browina liegt im südlichen Teil der Woiwodschaft Ermland-Masuren. Da das Dorf ist recht hoch gelegen ist, gab es noch keine Überschwemmung.
Die Nachbardörfer von Browina sind nördlich Lubian, östlich  Turówek, südlich  Turowo sowie westlich Ulnowo.

### Dorfunterteilung
Auch wenn es keine offiziellen Ortsteile gibt, werden von den Bewohnern vier Teilbereiche unterschieden: 1. Dołek (dt. Tal), 2. Górka (dt. Berg), 3. Las (dt. Wald) und  4. Przed Browiną (dt. Vor Browina). In Górka lebt der Großteil der Bevölkerung.

### Klima
Im Winter 2005/2006 wurden nachts Rekord-Minus-Temperaturen von bis zu −35 °C erreicht. Der Sommer in Browina entspricht dem in Deutschland, mit Höchstwerten von 32 °C und recht viel Niederschlag.

### See
Der einzige See des Dorfes ist in Dołek zu finden: Bagno Browińskie (Frobenscher See). Er ist schätzungsweise einen halben Meter tief. Unter diesem halben Meter ist noch einmal ein halber Meter Schlamm. Jedoch droht der See umzukippen. Die Umgebung sieht wie folgt aus: Nördlich führt eine Straße in den nächsten Dorfteil (Górka), südlich ist der Dorfteil Dołek, westlich und östlich gibt es nur Ackerboden.

## Wirtschaft
Das eher arme Dorf ist von der Landwirtschaft geprägt. In allen Himmelsrichtungen ist Browina von landwirtschaftlich genutzten Äckern umgeben. Im Ort sind zurzeit fünf Landwirte beschäftigt (Stand: Januar 2007). Somit werden 40,74 % der Einwohner von der Landwirtschaft ernährt. 33,33 % sind Pendler und arbeiten in nahegelegenen Orten. 20,37 % leben von ihrer Rente, und die restlichen 5,56 % sind arbeitslos.
In dem Gebäude der 1913 eingeweihten deutschen Grundschule befindet sich heute (2015) eine agrotouristische Pension.

## Kirche
Bis 1945 war Browienen resp. Froben in die evangelische Kirche Mühlen (polnisch Mielno) in der Kirchenprovinz Ostpreußen der Kirche der Altpreußischen Union, außerdem in die römisch-katholische Kirche Thurau (polnisch Turowo) im Bistum Ermland eingepfarrt. Heute gehört das Dorf evangelischerseits zu Gardyny ((Groß) Gardienen) in der Diözese Masuren der Evangelisch-Augsburgischen Kirche in Polen bzw. katholischerseits zur Kirche in Turowo im jetzigen Erzbistum Ermland.